# Halsnøya
Halsnøya (eller Halsnøy) är den största ön i Kvinnherads kommun i Vestland fylke i västra Norge. Halsnøya är också den mest folkrika ön i kommunen. År 2006 hade ön 2 400 invånare. Den kallas ofta för "Perlo" och "Basarholmen". Det finns två tätorter på ön, Eidsvik och Sæbøvik. Några andra orter som finns på ön är Øvrevik, Landamarka, Fjelland, Høylandsbygd, Fatland, Arnavik och Toftevågen.
Tätorten Sæbøvik räknas som centrum på ön. Området norr om centrum räknas som "utøya", medan söder om centrum räknas som "innøya". 
En av Norges äldsta båtar "Toftebåten" eller "Halsnøybåten" hittades på Halsnøy 1896 och rekonstruerades 2006. 
Grannöar till Halsnøya är Fjelbergøya och Borgundøya och det går en färja mellan dessa tre öar. Sjoøya är en liten ö som ligger nära Halsnøya. Det finns flera andra mindre små öar som ligger tätt runt Halsnøya, bland andra Kolsøya, Toftøya och Blokkebærholmen. 

## Turism
På Halsnøya finner man turistattraktioner som Halsnøy kloster, "Sæbøvikfestivalen", "Klokkesteinen", "Magnars hage" och "Radiohola". Det är mycket populärt med fiske och stuguthyrning på ön om somrarna. 

### Halsnøy kloster
Halsnøy kloster är ett av Norges första kloster. Det är ett augustinerkloster och byggdes av Erling Skakke på 1100-talet. Här fanns det sjukhus, kyrka, övernattning, fiske och jordbrukshandel med diverse arbetsplatser. Det var augustinermunkar och nunnor som tog hand om sjuka sjömän, soldater, bönder och andra sjuka människor. Idag är Halsnøy kloster en stor turistattraktion med besökare från hela Norge. Sten från det idag raserade klostret kan man finna på hela Stord. I hagen runt klostret kan man än idag finna spår av örter och andra växter som planterades här.

## Kommunikation
Det går färja mellan Halsnøya och Fjelbergøya och Borgundøya. Det går även färja till Leirvik på Stord och vissa fall även direkt till Bergen. Sedan 2008 finns det en undervattenstunnel mellan Halsnøya och fastlandet. 

## Bilder

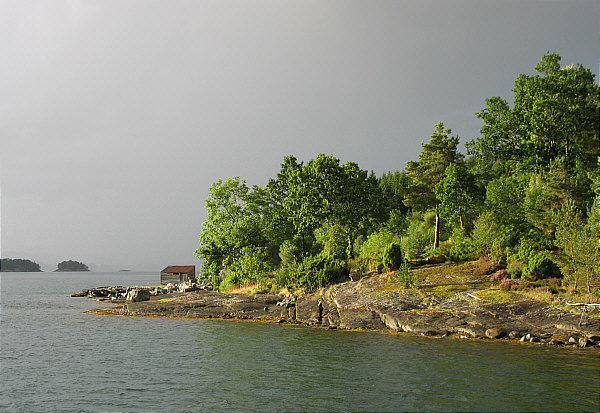
Halsnøya en mulen dag.
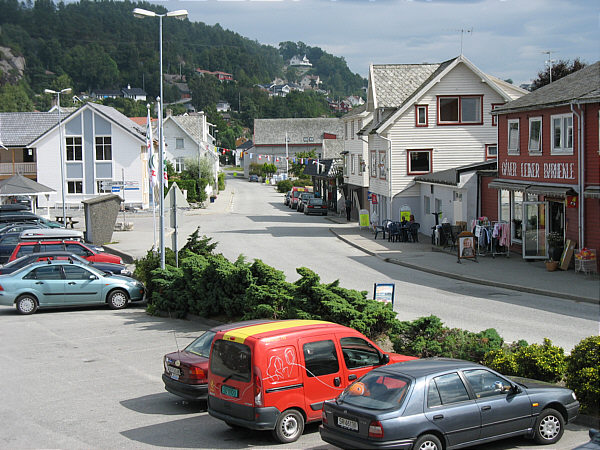
Sæbøvik.